# Kateheza (časopis)
Kateheza - časopis za vjeronauk u školi, katehezu i pastoral mladih bio je hrvatski časopis za vjeronauk u školi te katehezu i pastoral mladih.

## Povijest
Časopis je izdavala nakladnička kuća Salesiana Hrvatske salezijanske provincije. Prvi broj objavljen je 1979. godine i izlazio je četiri puta godišnje. Glavni urednici bili su Alojzije Jurak, Marko Pranjić i Rudi Paloš. Prestao je izlaziti 2012. godine.

## Sadržaj
U časopisu su bili objavljivani članci iz područja odgojnih znanosti i teologije.

## Vanjske poveznice
Mrežna mjesta
- Kateheza  Arhivirana inačica izvorne stranice od 3. ožujka 2016. (Wayback Machine), na stranicama Salesiane
- Kateheza na Hrčku
- Rudi Paloš, Bibliografija, autorsko i pojmovno kazalo svih brojeva "Kateheze", Kateheza 3-4/2012., Hrčak